# Хртяни
Хртяни (словац. Chrťany) — село, громада округу Вельки Кртіш, Банськобистрицький край, центральна Словаччина, регіон Новоград. Кадастрова площа громади — 9,19 км².
Населення 137 осіб (станом на 31 грудня 2017 року).

## Історія
Вперше згадується в 1227 році.

## Населення
| Рік:            | 1994. | 2004.   | 2014.    | 2024.    |
| --------------- | ----- | ------- | -------- | -------- |
| Кількість осіб: | 111   | 115     | 151      | 120      |
| Різниця:        |       | +3,60 % | +31,30 % | -20,52 % |

| Рік:            | 2023. | 2024.   |
| --------------- | ----- | ------- |
| Кількість осіб: | 124   | 120     |
| Різниця:        |       | -3,22 % |